# Масимино
Масимѝно (на италиански: Massimino; на лигурски: Mascimìn, Машимин) е община в Северна Италия, провинция Савона, регион Лигурия. Разположена е на 540 m надморска височина. Населението на общината е 119 души (към 2011 г.).
Административен център на общината е село Сан Винченцо (San Vincenzo).